# ذبابيات فطرية
الذبابيات الفطرية أو العُكْمُسِيَّات أو فصيلة مايسيتوفيليدي (الاسم العلمي: Mycetophilidae)، هي فصيلة من الذباب الصغير، وتشكل الجزء الأكبر من تلك الأنواع المعروفة باسم برغش الفطريات. تضم حوالي 3000 نوع موصوف في 150 جنسًا، لكن العدد الحقيقي للأنواع هو بلا شك أعلى من ذلك بكثير. توجد بشكل عام في الموائل الرطبة التي تفضلها الفطريات المضيفة وأحيانًا تشكل أسرابًا كثيفة.